# 香港市民黨
香港市民黨（英語：Hong Kong Civile Party），是於2021年3月成立的香港修憲派政黨，由知名本土派學者陳雲以及一群保護香港本土利益的年輕香港人創立。

## 成立
香港市民黨於2021年2月28日在Facebook開設專頁，並在3月1日發表創黨聲明，正式開始運作。 
其黨名中的「市民」一詞是取自羅馬帝國時期的「Civile」一詞，意指居住當地者能安和樂利，顧全宗主尊嚴和利益，圓融做事，各行其善。 

## 理念
香港市民黨主張貫徹《基本法》及「一國兩制」，並致力維護香港作為亞太金融中心的地位，發揮香港在中國大陸的大框架下的特殊地位和作用，並改善現今中華人民共和國和世界各國的國際貿易關係，並糾正民主派對香港的禍害。

## 外部連結
- 香港市民黨Facebook專頁
- 香港市民黨Instagram帳號